# Juventus Yopougon
Maillots
Le Juventus Yopougon est un club de football ivoirien basé à Yopougon, un quartier d'Abidjan. Il joue dans le championnat de Côte d'Ivoire féminin.
Le club a remporté à de multiples reprises le championnat de Côte d'Ivoire féminin.

## Palmarès
- Championnat de Côte d'Ivoire (15)
  - Champion :  1997, 1998, 1999, 2001, 2002, 2003, 2004, 2005, 2006, 2007, 2008, 2009, 2010, 2012 et 2017

- Coupe de Côte d'Ivoire (7)
  - Vainqueur : 2005, 2006, 2007, 2008, 2011, 2012 et 2019

- Coupe de la Fédération (6)
  - Vainqueur : 2004, 2005, 2008, 2010, 2011 et 2020